# Emilia Karell
Emilia Helena Maria Karell (* 30. März 2003) ist eine finnische Leichtathletin, die sich auf den Speerwurf spezialisiert hat.

## Sportliche Laufbahn
Die Finnlandschwedin Emilia Karell startet für Sjundeå IF in der zweisprachigen Stadt Sjundeå (finnisch Siuntio). Erste internationale Erfahrungen sammelte sie im Jahr 2022, als sie bei den U20-Weltmeisterschaften in Cali mit einer Weite von 53,26 m den achten Platz belegte. Im Jahr darauf belegte sie bei den U23-Europameisterschaften in Espoo mit 55,33 m den fünften Platz und 2025 gelangte sie bei den U23-Europameisterschaften in Bergen mit 55,58 m auf Rang vier. Kurz darauf belegte sie bei den World University Games in Bochum mit 55,97 m den sechsten Platz.
Bei den „Kaleva-Spielen“ 2025 wurde Karell finnische Meisterin im Speerwurf. Nach Mikaela Ingberg 2009 (und ebenfalls im Sportpark von Leppävaara/Espoo) ging diese Medaille erst zum zweiten Mal an den finnlandschwedischen Leichtathletikverband.

## Familie
Die jüngere Schwester Malin Karell ist ebenfalls als Leistungssportlerin im Speerwurf aktiv und wurde 2025 bei der Finnischen Meisterschaft Vierte und bei den U23-Europameisterschaften Sechste.